# آپولو ۱۶
آپولو ۱۶ (به انگلیسی: Apollo 16) اولین سفر انسان به «ارتفاعات» کره ماه بود.
این سفر ناسا در سال ۱۹۷۲ بوقوع پیوست، و فضانوردان آن:
- جان یانگ
- کن متینگلی
- چارلز دوک

بودند.

## نگارخانه

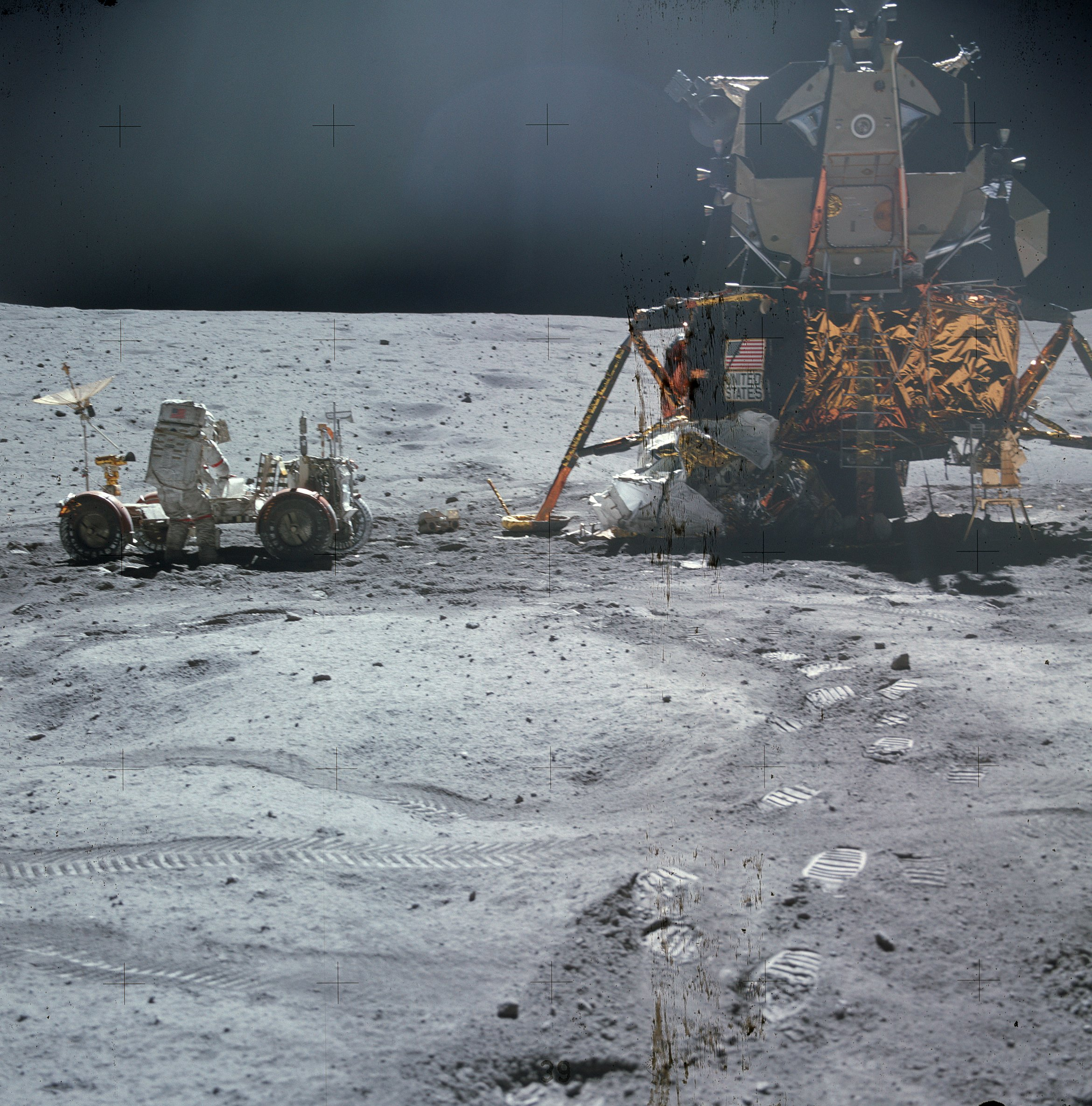
خودروی ماه‌نورد
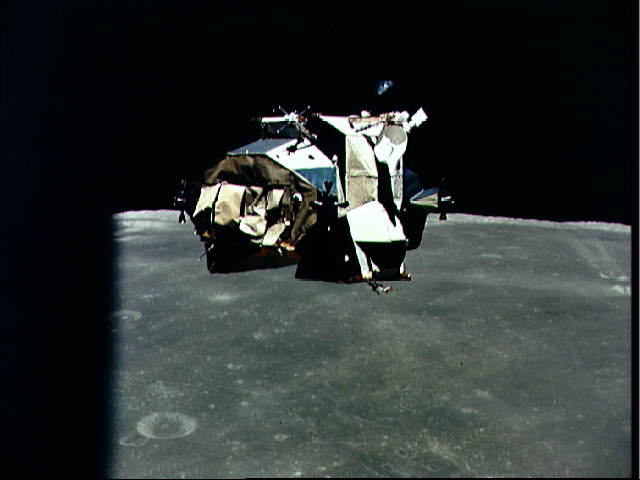
مدول ماه‌نشین برای فرود آماده می‌شود
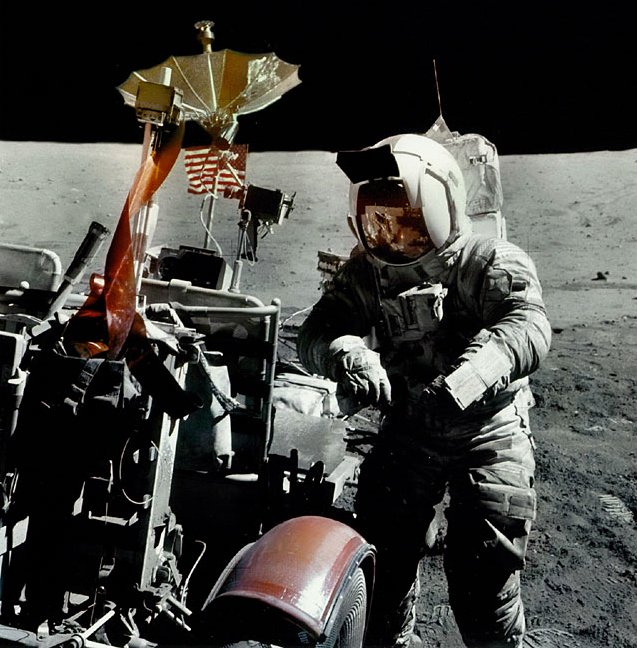
جان یانگ
یک پرش